# スペルウェール (航空機)
スペルウェール
改良型のスペルウェール B
- 用途：偵察機
- 分類：無人航空機
- 製造者：SAGEM
- 生産数：130機（2011年）[1]
- 運用状況：現役

スペルウェール（Sperwer）は、フランスのSAGEMが製造する無人航空機。偵察機として用いられる。派生型として、フランス陸軍が運用するSDTI（Système de drone tactique intérimaire）、改良型のスペルウェール Mk.IIが存在する。

## 運用
オランダ軍・カナダ空軍により、アフガニスタンにおける国際治安支援部隊の活動で使用された。

## 派生型
- スペルウェール A

初期型。
- スペルウェール Mk.II

別名スペルウェール B。2003年より開発された改良型。
- SDTI

フランス陸軍が採用した改良型。

## 採用国
- オランダ

1995年採用、1999年より配備。2011年6月退役。
- カナダ

2003年よりCU-161として採用、2009年退役。
- ギリシャ

2002年、導入を決定し、2004年より配備。
- スウェーデン

1997年、UAV 01 Ugglan（フクロウを意味する）として採用。UAV 03 Örnenにより更新。
- デンマーク

1999年に購入。本採用には至らず、カナダへ売却した。
- フランス

2001年、SDTIを採用。

## 要目
出典: A、Mk.II
諸元
- ペイロード: 50kg
- 全長: 3.5m
- 全高: 1.3m
- 翼幅: 4.2m
- 最大離陸重量: B：330kg
- 動力:  、    ×

性能
- 巡航速度:  （A：100kt B：90kt）
- 航続距離:   6時間以上
- 実用上昇限度: A：4,200m （A：14,000ft、B：15,000ft）

- アビオニクス: Kuバンドを使用した無線操縦